# لژیون خارجی فرانسه
ارتش نیروهای خارجی فرانسه یا لژیون خارجی فرانسه (به اختصار: لژیون فرانسه) یکی از واحدهای ارتش فرانسه است که نیروهایی با تابعیت غیر فرانسوی که علاقه‌مند به خدمت در ارتش فرانسه هستند را جذب می‌کند. هرچند برای عضویت فرانسویان محدودیتی وجود ندارد.

## تاریخچه
در ژوئیه ۱۸۳۰ میلادی لوئی فیلیپ قدرت را در فرانسه بدست می‌گیرد و سلطنت ژوئیه فرانسه را تأسیس می‌کند. یکسال بعد (مارس ۱۸۳۰) او نیرویی مرکب از داوطلبان خارجی تشکیل می‌دهد تا در اداره و سرکوب شورش‌های مستعمرات فرانسه از آنها استفاده کند. مدتی بعد مستعمره الجزایر برای استقرار نیروهای لژیون انتخاب می‌شود. تا اینکه در جریان جنگ جهانی اول این نیروها رسماً به عنوان شاخه‌ای از ارتش فرانسه وارد عرصه نبرد می‌شوند.

## مزایا

### اعطای تابعیت به غیر فرانسویان
اعضای خارجی پس از گذشت حدود پنج سال یا بلافاصله پس از معلولیت، شهروند فرانسه محسوب می‌شوند.

### بخشودگی مجرمین فرانسوی
فرانسویانی که به عضویت این نیرو درمی آیند بیشتر زندانیانی هستند که اگر بخواهند به عضویت لژیون درآیند طبق قانون می‌توانند از تخفیف در حکمشان بهره‌مند شده و در پایان دوران خدمت (اعم از اتمام دوره یا معلولیت) آزاد می‌شوند و همان‌طور که گفته شد بدیهی ست اجباری برای عضویت ندارند.

### دستمزد
کلیه نیروها بدون در نظر گرفتن ملیت و انگیزه عضویت و با توجه به درجه شان حقوق مصوب دریافت می‌کنند.

## سلاح سازمانی
در حال حاضر سلاح سازمانی لژیون اسلحه انفرادی FAMAS ساخت کشور فرانسه می‌باشد.

## پس از جنگ جهانی دوم
جنگ‌ها و موقعیت‌هایی که لژیون فرانسه پس از جنگ جهانی دوم در آنها حضور داشته است:
- ۱۹۴۶–۱۹۵۴: جنگ اول هند و چین
- ۱۹۵۴–۱۹۶۲: جنگ الجزایر
- ۱۹۶۹–۱۹۷۱: چاد
- ۱۹۷۸–۱۹۸۷: جنگ چاد و لیبی
- ۱۹۷۸: نبرد کالوِز در زئیر
- ۱۹۹۱: جنگ خلیج فارس
- ۱۹۹۱: حفاظت از شهروندان فرانسوی و خارجیان در روآندا، گابن و زئیر
- ۱۹۹۲: کامبوج
- ۱۹۹۲: سومالی
- ۱۹۹۳: جنگ بوسنی (سارایوو)
- ۱۹۹۵: روآندا
- ۱۹۹۶: آفریقای مرکزی
- ۱۹۹۷: کنگو برازاویل
- ۲۰۰۱-اکنون: جنگ افغانستان
- ۲۰۰۲–۲۰۰۳: ساحل عاج (عملیات تک شاخ)
- ۲۰۰۸: چاد

## نگارخانه

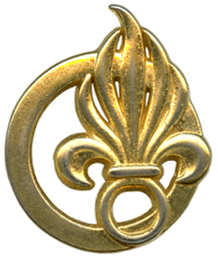
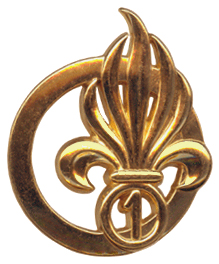
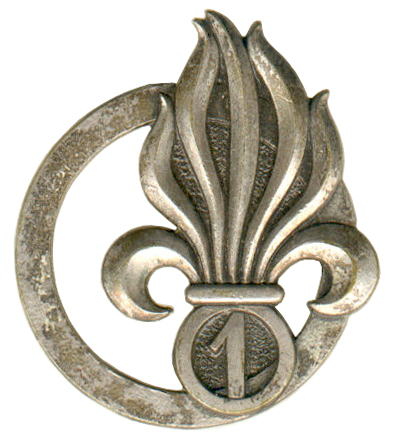
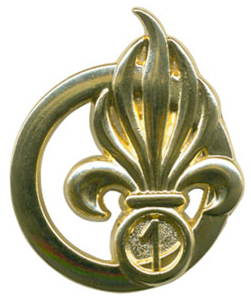
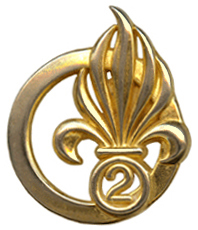
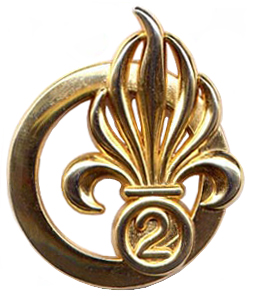
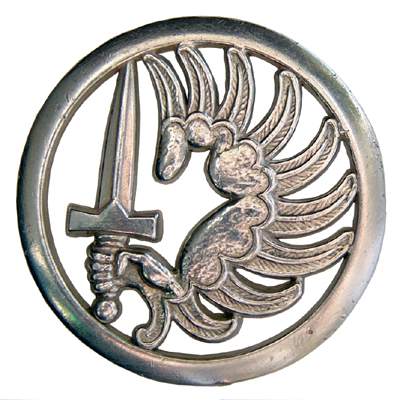
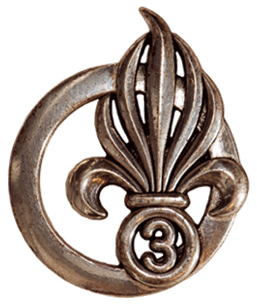
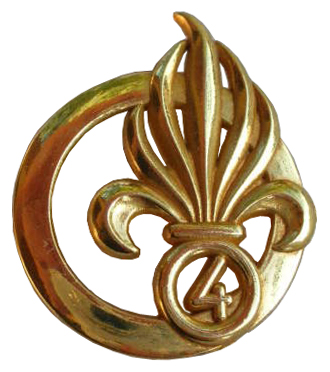
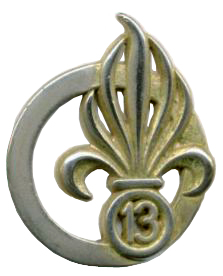
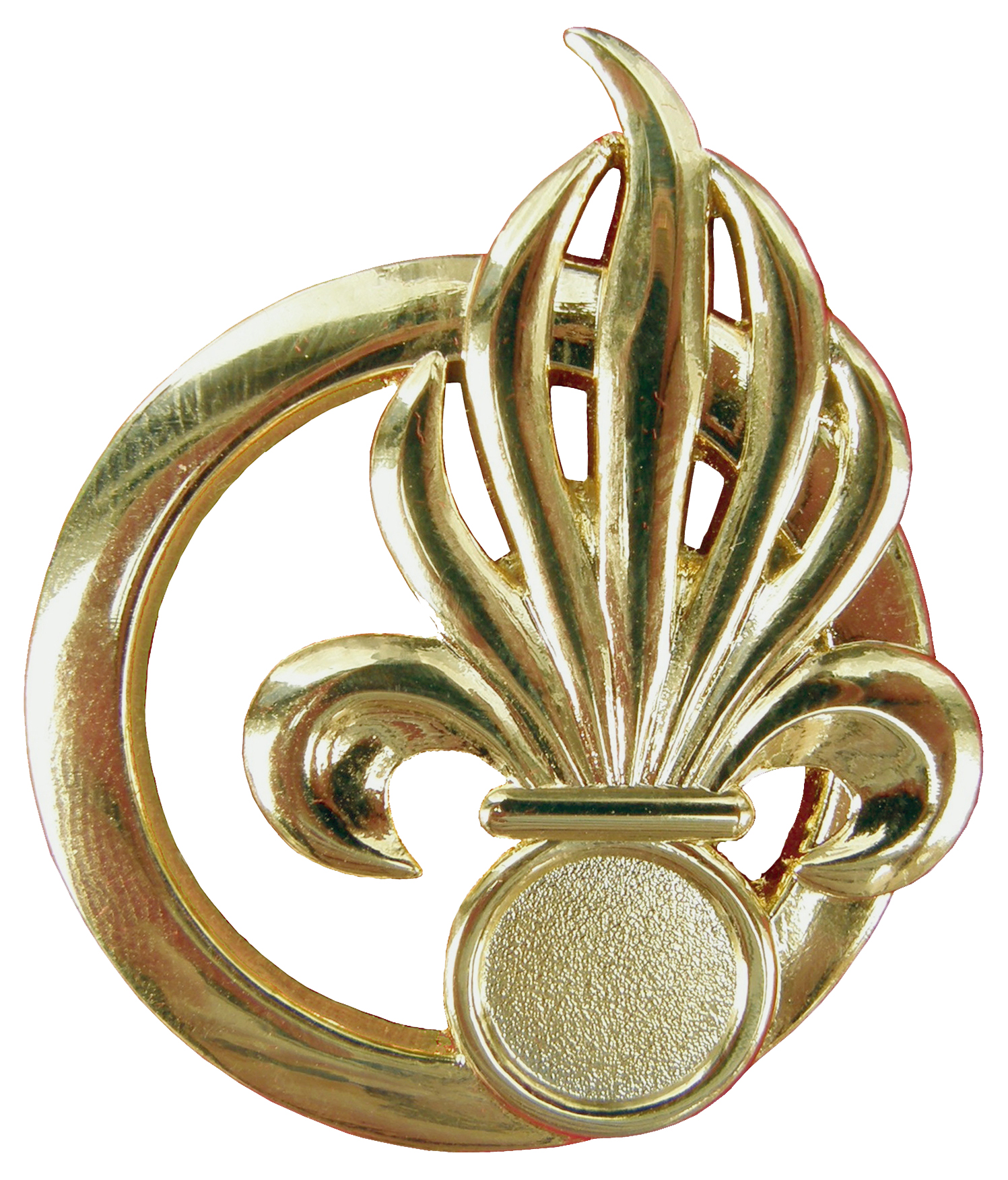
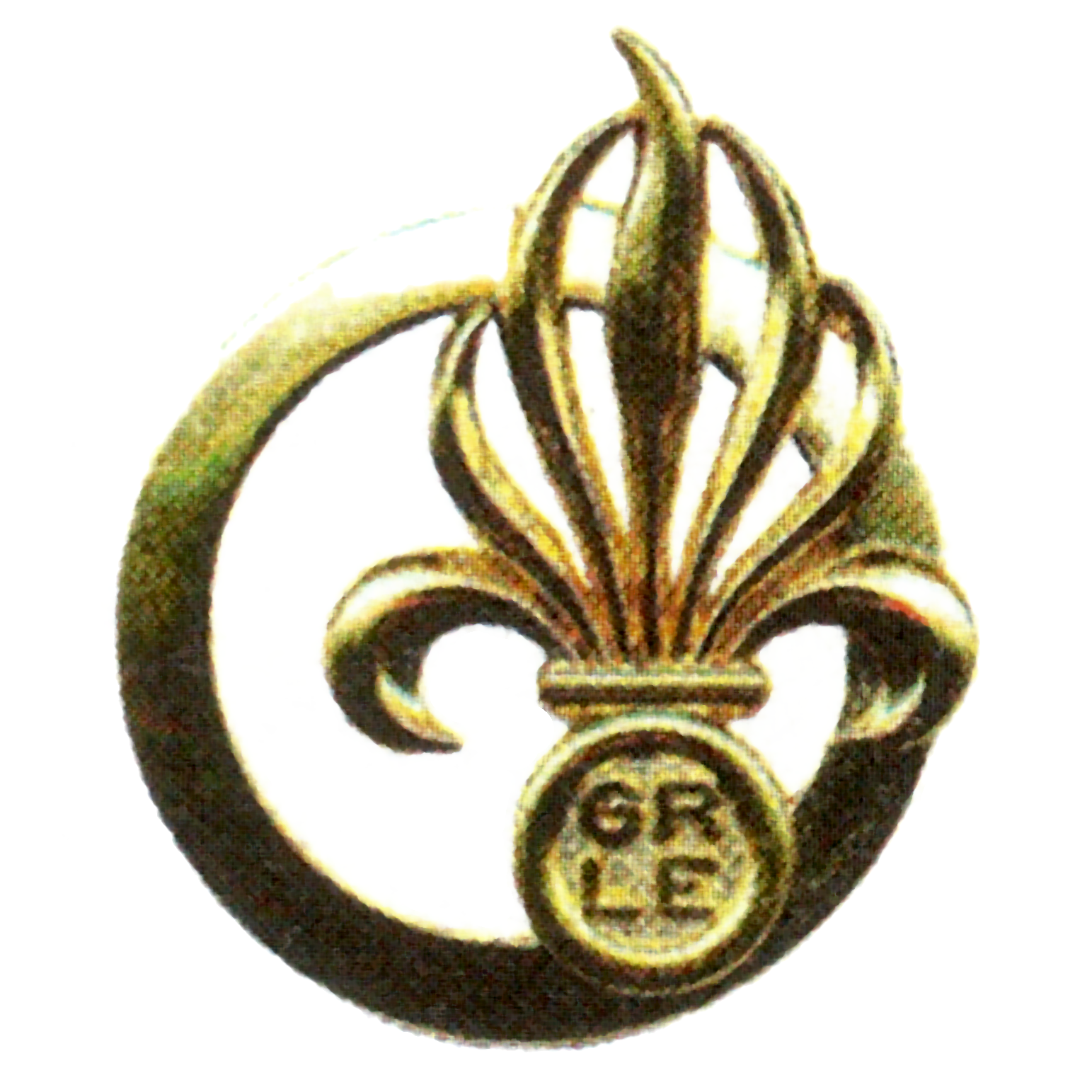

## استقرار کنونی
- جنگ افغانستان
- گویان فرانسه
- جیبوتی
- گابن
- مایوت